# Золотий банан

Золотий банан на мапі Європи

Золотий банан (кат. Banana Daurada, ісп. Banana Dorada, італ. Banana d'oro, фр. Banane dorée) або «сонячний пояс» (кат. Cinturó del Sol, ісп. Cinturón del Sol, італ. la Sunbelt, фр. la Sunbelt) — термін, що вживається аналітиками при обговоренні урбанізації у контексті Європи. Термін охоплює територію зі значною щільністю населення, що простягається вздовж узбережжя Середземного моря від Валенсії в Іспанії на заході, через Францію, і до Генуї в Італії на сході. Термін визначений у доповіді «Європа 2000» Європейської комісії у 1995 році як аналог Блакитному банану.
Населення Золотого Банану складає приблизно 40—45 мільйонів мешканців.